# Noël Felici
Pour les articles homonymes, voir Felici.
Noël Jean Olivier Felici est un physicien français né le 18 mai 1916 à Marseille et mort le 25 août 2010 à Grenoble. Brillant normalien, docteur en 1940 avec une thèse sur la supraconductivité, il est orienté vers Louis Néel et Frédéric Joliot-Curie. Louis Néel et Noël Felici commencèrent, en 1942, à travailler, à Grenoble, sur des prototypes de machines électrostatiques de grande puissance, à faible encombrement et bon rendement dont l'intérêt pour la physique nucléaire est évident.

## Le générateur électrostatique de Felici
L'étude systématique des machines électrostatiques a conduit Noël Felici à fabriquer le générateur de Felici, machine électrostatique du XXe siècle au même titre que le générateur de Van de Graaff.
C'est une variante de la machine à courroie (le générateur Van de Graaff)  qui est bien adaptée à la production de tension de 50 kV à 1 MV, avec des intensité jusqu'à 50 mA. La courroie est remplacée par un cylindre isolant à parois minces (quelques millimètres) tournant à grande vitesse autour d'un stator cylindrique légèrement conducteur, laissant un interstice très faible (fraction de millimètre). La charge et la décharge du cylindre sont assurées par des lames minces d'acier, disposées à l'extérieur du cylindre, parallèlement à son axe, et influencées par des inducteurs métalliques se trouvant à l'intérieur du stator. La 
machine peut être multipôlaire (jusqu'à 16 pôles) c'est pourquoi elle peut donner des courants relativement intenses. L'hydrogène sous pression (15 à 25 atmosphères) facilite le phénomène de charge, réduit les frottements, améliore le refroidissement. La puissance et le rendement sont relativement élevés (jusqu'à plusieurs watts par centimètre carré et 95 %). La forme cylindrique assure une excellente définition géométrique de la machine qui est ainsi très compacte.
Un véritable problème pour l'histoire des sciences se profile dans la difficulté de sauvegarder les quelques exemplaires encore fonctionnels de ces machines. Leur maintenance est onéreuse. Les générateurs multiplicateurs de tension à diodes et condensateurs en cascades les ont remplacées progressivement.

## La S.A.M.E.S: Société Anonyme des Machines Électrostatiques
Louis Néel situe l'origine de la SAMES (Grenoble) en mai 1943, « Frédéric Joliot, estimant que la construction de génératrices électrostatiques dépassait les moyens du CNRS, jugea indispensable de créer une société d'exploitation qui construirait, notamment, celles dont il avait besoin pour les accélérateurs de particules de son laboratoire d'Ivry ». 1946 est la date de naissance officielle de la SAMES, créée pour porter au stade industriel et commercialiser les générateurs électrostatiques de Felici, et qui commence à produire des prototypes. Ces générateurs de haute tension continue (de 150 à 850 kV) se sont rapidement imposés dans la plupart des centres de recherche (mais aussi dans l'industrie) en raison de leurs performances exceptionnelles et de leur sécurité. La société a été aussi le fournisseur de nombreux centres mondiaux de physique nucléaire, comme le Brookhaven National Laboratory aux États-Unis. La société a fourni 50 générateurs de 600 kV au CERN à Genève, puis a développé des accélérateurs de particules, le plus connu étant un proton synchrotron délivré au centre de recherche nucléaire de Karlsruhe (Allemagne). L'activité de la SAMES s'est ensuite concentrée sur les applications de l'électrostatique à la pulvérisation de peintures liquides (1958) et en poudre (1961). La fabrication des matériels scientifiques a été abandonnée vers la fin des années 1970.

## Le futur des générateurs électrostatiques
Un renouveau de l'électrostatique s'est fait jour, à la fin des années 1930, avec le générateur à courroie (Van de Graaff). Noël Felici a pu améliorer la théorie électrostatique en reconsidérant l'outil mathématique. Enfin il a pu porter jusqu'au stade industriel ses découvertes théoriques et technologiques (le générateur à cylindre).
Mais Noël Felici est pessimiste quant à l'avenir de la génération électrostatique, même si quelques espoirs sont, un moment, venus de la propulsion spatiale, et maintenant des nanotechnologies (mais là il n'est question que de nanomoteurs électrostatiques).
Son argument principal est le suivant : la technologie n'a pas été jusqu'au bout des possibilités de l'électrostatique. La faiblesse énergétique des générateurs électrostatiques les exclura encore longtemps - sinon toujours - des applications réclamant une très grande puissance. Le facteur peut-être le plus décisif dans la stagnation des générateurs électrostatiques, c'est le fait que la question n'attire qu'un très petit nombre de personnalités et que les progrès réalisés sont le fait d'individualités isolées. Ce qui sera décisif pour l'avenir de la génération électrostatique sera la prise de conscience du fait que ce problème est encore tout neuf, qu'il pourrait avoir un immense avenir devant lui, qu'il ne s'agit pas d'étudier les générateurs électrostatiques comme des solutions particulières convenant à quelques problèmes isolés, mais d'en faire dans la réalité concrète ce qu'ils auraient toujours du être dans l'enseignement de l'électricité, un des deux types fondamentaux de machines électriques, conformément au principe de dualité. L'idée même d'une symétrie, théorique ou pratique, entre les machines électrostatiques et les machines électromagnétiques, est restée jusqu'à présent totalement étrangère, non seulement aux ingénieurs praticiens, mais même à tous les professeurs d'électricité ou d'électrotechnique.

## Distinctions
- Noël Felici était titulaire de la chaire d'électrostatique à la Faculté des Sciences de Grenoble.
- Conseiller scientifique au Centre d'Études nucléaires de Grenoble.
- Directeur de recherches au Centre national de la recherche scientifique (CNRS). Laboratoire d’électrostatique et diélectrique, CNRS, Chemin des Martyrs, BP 166, F-38042 Grenoble Cedex 09.
- Directeur historique du LEMD dont la fusion avec le LEG et le LMN a donné naissance au G2ELab (2007)
- Élu correspondant de l'Académie des Sciences le 18 février 1980.